# Bătălia Angliei
Bătălia Angliei (10 iulie – 31 octombrie 1940) este numele dat eforturilor Luftwaffe depuse pentru câștigarea superiorității aeriene asupra Royal Air Force (RAF), înaintea unei invazii terestre și aeriene asupra Marii Britanii (Operațiunea Leul de Mare), în timpul celui de-al Doilea Război Mondial. Bătălia Angliei a fost prima luptă purtată integral doar de forțele aeriene. A fost de asemenea cea mai mare și susținută campanie de bombardamente desfășurată până la acea dată și primul test adevărat al teoriilor bombardamentelor strategice dezvoltate după Primul Război Mondial. Eșecul Germaniei Naziste de a distruge forța aeriană a Angliei sau de înfrângere a stării de spirit a guvernului sau poporului britanic este considerată prima înfrângere majoră a celui de-al Treilea Reich.

## În cultura populară
- SS-GB (serial TV)